# Орловський 36-й піхотний полк

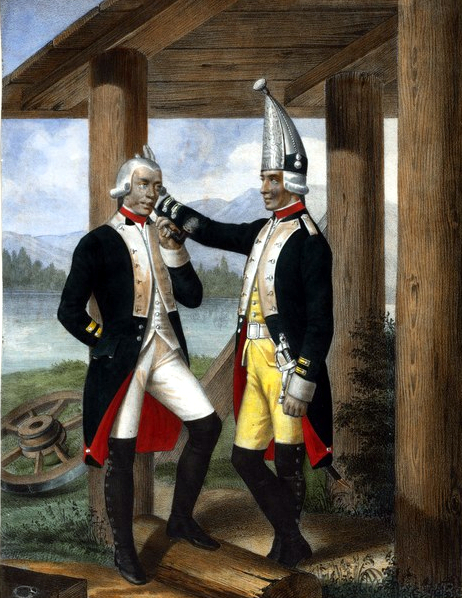
Гренадери Азовського та Орловського мушкетерських полків. 1797-1801 рр.

36-й піхотний Орловський генерал-фельдмаршала князя Варшавського графа Паскевича-Ериванського полк — піхотна військова частина Російської імператорської армії.
- Старшинство: 19.02.1711
- Полкове свято: 6 грудня.

## Місця дислокації
- 1820 — Чериков Могильовської губернії. Другий батальйон полку на поселенні у Могильовській губернії [2]
- 1890 — Костянтиноград
- 1903 — Полтава (6-та—8-ма роти тимчасово розквартировані в Костянтинограді)
- 1907—1914 — Кременчук

## Історія

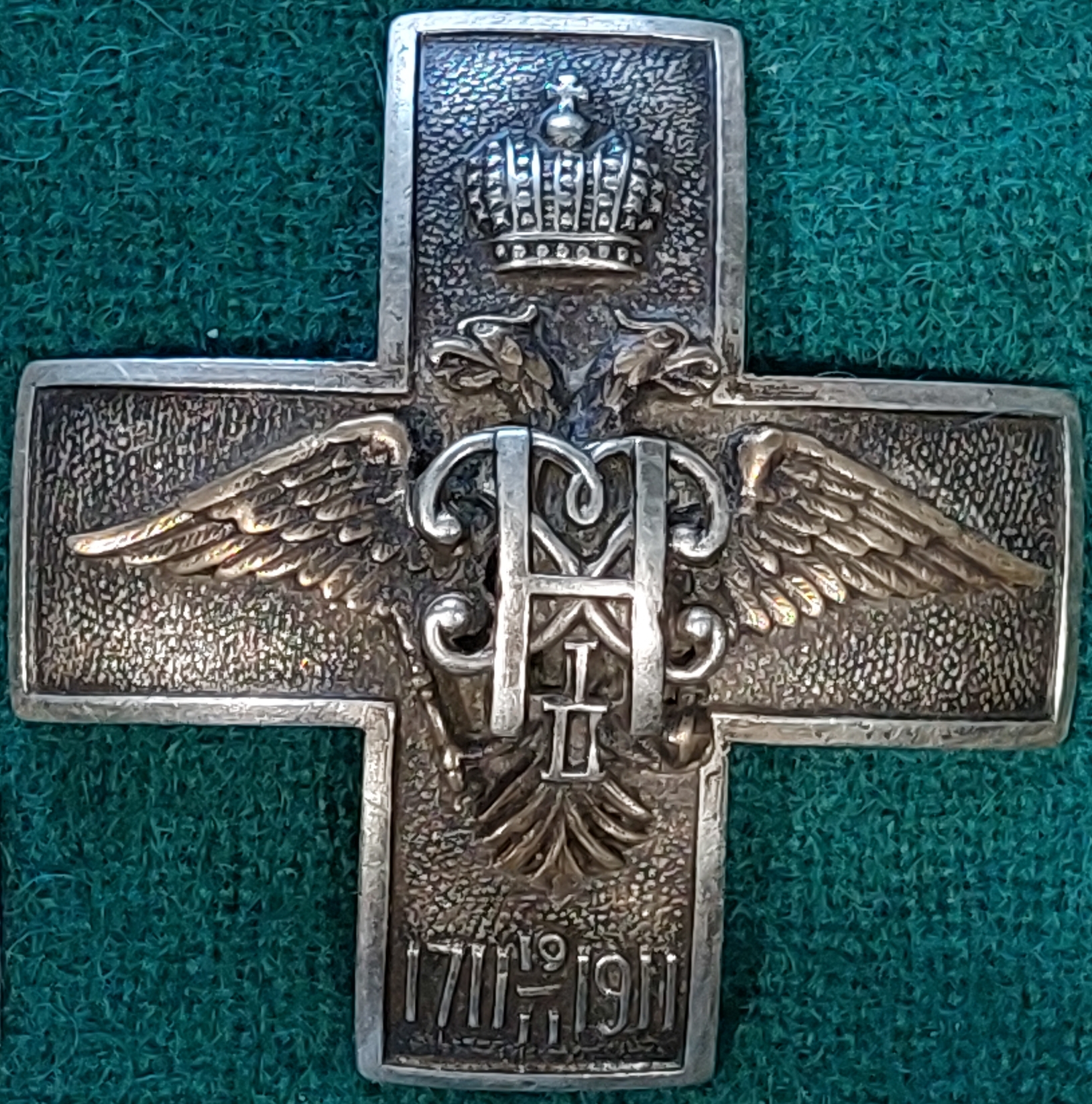
Полковий знак (для нижніх чинів) 36-го піхотного Орловського полку, 1914—1917 рр.

- 19 лютого 1711 — сформовано Обер-комендантський полк Київського гарнізону.
- 1727 — перейменовано на 1-й Орловський
- Перейменовано на Київський гарнізонний.
- 1764 — розформовано на окремі батальйони.
- 1794 — скасовано 1-й та 2-й Київські гарнізонні батальйони.
- 1790 — скасовано 4-й, 5-й та 6-й Київські гарнізонні батальйони.
- 1797 — з Київських гарнізонних батальйонів створено Київський гарнізонний полк (згодом іменований полком Вігеля, Рахманова, Массе).
- 1800-1801 — з Київського та Херсонського гарнізонних полків створено гарнізонний полк «Ж».
- 1801 — перетворено на Херсонський гарнізонний полк і Київський гарнізонний полк двобатальйонного складу.
- 1811 — Київський гарнізонний полк скасовано.
- 17 січня 1811 — у Києві генерал-майор Паскевич сформував із шістьох рот Київського, трьох рот Очаківського і трьох рот Херсонського гарнізонних полків Орловський піхотний полк трибатальйонного складу.
- 28 січня 1833 — приєднано 18-й єгерський полк. Названо Орловським єгерським полком і приведено до шестибатальйонного складу.
- 11 вересня 1835 — Єгерський генерал-фельдмаршала князя Варшавського графа Паскевича-Ериванського полк.
- 10 березня 1854 — сформовано 7-й та 8-й батальйони.
- 17 квітня 1856 — Піхотний генерал-фельдмаршала князя Варшавського графа Паскевича-Ериванського полк.
- 23 серпня 1856 — 4-й дійовий батальйон перейменовано на 4-й резервний і відраховано у резервні війська. З 5-го по 8-й батальйони розформовано.
- 19 березня 1857 — Орловський піхотний генерал-фельдмаршала князя Варшавського графа Паскевича-Ериванського полк.
- 6 квітня 1863 — з 4-го резервного батальйону та безстроково-відпускних 5-го і 6-го батальйонів сформовано Орловський резервний піхотний полк.
- 25 березня 1864 — 36-й піхотний Орловський генерал-фельдмаршала князя Варшавського графа Паскевича-Ериванського полк.
- 27 червня 1877 — оборона Шипки.

## Командири полку
- 17.02.1812 — хх.хх.1813 — майор (з 21.11.1812 підполковник) Берников Павло Сергійович
- хх.хх.1813 — 03.10.1814 — полковник Гернгрос Ренатус Федорович
- 03.10.1814 — 17.06.1815 — полковник Кленовський Осип Матвійович
- 17.06.1815 — 17.04.1822 — полковник Берников Павло Сергійович
- 19.08.1822 — 19.03.1826 — підполковник Жулябін Олександр Йосипович
- 02.04.1833 — 24.07.1843 — полковник (з 11.04.1843 генерал-майор) Бурман Олександр Єрмолаєвич
- 24.07.1843 — 01.01.1846 — полковник (з 17.03.1845 генерал-майор) Гернет Фердинанд Христофорович
- 06.01.1846 — 03.03.1850 — полковник (з 09.08.1849 генерал-майор) Димман Юхим Олександрович
- 03.03.1850 — 16.07.1855 — полковник барон Клодт фон Юргенсбург Карл Густавович
- хх.хх.хххх — 30.08.1863 — полковник Клокачов Федот Павлович
- 25.12.1863 — хх. хх. хххх — полковник Толмачов Іван Павлович
- 07.05.1867 — 21.04.1876 — полковник Шишкін Олександр Степанович
- хх.хх.хххх — 03.08.1877 — полковник Бєляєв Микола Михайлович
- 03.08.1877 — 02.10.1877 — полковник Пфейфер Георгій Олександрович
- 02.10.1877 — 29.12.1877 — полковник Клевезаль Володимир Миколайович
- 29.12.1877 — хх.хх.1882 — полковник Пічугін Петро Аристархович
- 13.04.1882 — 30.04.1883 — Гончаров Федір Осипович
- 30.04.1883 — 02.11.1887 — полковник Франк Микола Олександрович
- 11.11.1887 — 28.11.1887 — полковник Бадер Юлій Карлович
- 28.11.1887 — 11.07.1897 — полковник Анненков Михайло Володимирович
- 14.08.1897 — 04.01.1902 — полковник Оффе Андрій-Олександр Карлович
- 16.01.1902 — 10.01.1905 — полковник Ждановський Костянтин Сакердонович
- 22.06.1905 — 11.02.1909 — полковник Селлінен Олександр Карлович
- 17.03.1909 — 14.10.1911 — полковник Флемінг Костянтин Олександрович
- 14.10.1911 — 31.12.1913 — полковник Хитрово Федір Костянтинович
- 05.01.1914 — 15.11.1914 — полковник Хитрово Олександр Іванович
- 15.11.1914 — 22.04.1915 — полковник Скалон Михайло Миколайович
- 21.05.1915 — 24.04.1917 — полковник (з 24.11.1916 генерал-майор) Седергольм Дмитро Карлович
- 06.05.1917 — хх. хх. хххх — полковник Сомов Лев Ніканорович

## Шефи полку
- 17.01.1811 — 01.09.1814 — генерал-майор (з 08.10.1813 генерал-лейтенант) Паскевич Іван Федорович

## Знаки вирізнення
1. Полковий прапор Георгіївський, з написом: «За Севастополь у 1854 та 1855 роках та за Шипку у 1877 роках», з Олександрівською ювілейною стрічкою.
2. Три срібні труби, на перших двох: «За відзнаку при знищенні та вигнанні ворога з меж Росії у 1812 році і за упокорення Угорщини в 1849 році», на третій «За упокорення Угорщини в 1849 році», пожалувані 13 квітня 1813 і 25 грудня 1849 рр.
3. Знаки на головні убори, з написом: «За відмінність у війні з Японією 1904 року», пожалувані 8 лютого 1907 р.

## Відомі люди, які служили в полку
- Бангерський Рудольф Карлович
- Вестфален Федор Антонович
- Клевезаль Володимир Миколайович (1835—1915) — герой Російсько-турецької війни 1877—1878 років, генерал-лейтенант, мемуарист.
- Клієнтов Віктор Олексійович (1836—1877) — герой Шипки, капітан.
- Раєвський Микола Миколайович
- Язиков Микола Данилович (1740—1803) — генерал-майор, губернатор Новоросійської губернії (1778-1783).